# کارماسان
کارماسان (انگلیسی: Karmasan) یک شهرک در شهرستان اوفیمسکی استان باشقیرستان کشور روسیه است.